# Campionati mondiali di pattinaggio di velocità sprint 2008
I campionati mondiali di pattinaggio di velocità sprint 2008 si sono svolti a Heerenveen, nei Paesi Bassi, dal 19 al 20 gennaio 2008, all'interno del Thialf.

## Medagliere
| Pos.   | Nazione       | Oro | Argento | Bronzo | Totale |
| ------ | ------------- | --- | ------- | ------ | ------ |
| 1      | Germania      | 1   | 0       | 1      | 2      |
| 2      | Corea del Sud | 1   | 0       | 1      | 2      |
| 3      | Canada        | 0   | 1       | 0      | 1      |
| 4      | Paesi Bassi   | 0   | 0       | 1      | 1      |
| Totale | Totale        | 2   | 2       | 2      | 6      |

## Podi
| Eventi             | Oro           | Prestazione | Argento            | Prestazione | Bronzo            | Prestazione |
| Maschile dettagli  | Lee Kyou-hyuk | 139.170     | Jeremy Wotherspoon | 139.265     | Mun Joon          | 140.080     |
| Femminile dettagli | Jenny Wolf    | 152.315     | Anni Friesinger    | 153.160     | Annette Gerritsen | 153.510     |